# Portoriko na Letních olympijských hrách 2016
Portoriko se účastnilo Letní olympiády 2016.

## Medailisté
| Medaile | Jméno          | Sport | Soutěž       |
| ------- | -------------- | ----- | ------------ |
| Zato    | Mónica Puigová | Tenis | Ženy dvouhra |